# John P. Taylor
John „Jack“ Philip Taylor (* 7. April 1904 in Ormskirk; † 20. Oktober 1980 in Southport) war ein britischer Schwimmer und Wasserballspieler.

## Karriere
John P. Taylor vom Southport Victoria SC gewann keinen britischen Meistertitel, war aber zweimal Zweiter hinter Jack Hatfield. Bei den Olympischen Spielen 1924 in Paris belegte er über 1500 Meter Freistil in seinem Vorlauf den zweiten Platz hinter dem Schweden Åke Borg, schied aber dann im Halbfinale aus.
In seiner zwanzigjährigen Karriere als Wasserballspieler erzielte er über 1000 Tore und bestritt zwischen 1928 und 1934 fünf Länderspiele für England. Von 1939 bis 1962 war Taylor ehrenamtlich im Schwimmverband der nördlichen Counties tätig.